# 아파치 톰캣
아파치 톰캣(Apache Tomcat)은 아파치 소프트웨어 재단에서 개발한 서블릿 컨테이너(또는 웹 컨테이너)만 있는 웹 애플리케이션 서버이다.
톰캣은 웹 서버와 연동하여 실행할 수 있는 자바 환경을 제공하여 자바서버 페이지(JSP)와 자바 서블릿이 실행할 수 있는 환경을 제공하고 있다. 톰캣은 관리툴을 통해 설정을 변경할 수 있지만, XML 파일을 편집하여 설정할 수도 있다. 그리고, 톰캣은 HTTP 서버도 자체 내장하기도 한다.
아파치 톰캣은 Apache Licence, Version 2를 채용한 오픈소스 소프트웨어로서, 자바서버 페이지이나 자바 서블릿를 실행하기 위한 서블릿 컨테이너를 제공하며, 상용 웹 애플리케이션 서버에서도 서블릿 컨테이너로 사용하는 경우가 많다. 버전 5.5 이후는 기본적으로 Java SE 5.0 이후를 대응한다.
참고로 Tomcat은 사전적 의미로 '수고양이'를 뜻한다.

## 웹 서버와의 연동
아파치 톰캣에 내장된 웹 서버로만 웹 시스템을 구성할 수 있지만, 대규모의 사용자가 사용하는 시스템을 구축하려면 웹 서버와 연동하는 안정적인 시스템을 구축해야 한다. 이때, 웹 서버인 아파치 HTTP 서버와는 연동모듈을 사용하여 연동하고, 연동모듈로는 버전 1.3, 2.0은 mod_jk를 이용하고, 버전 2.2 이후는 mod_proxy_ajp 모듈을 사용한다.

## 같이 보기
- 아파치 제로니모
- 와일드플라이
- 제티 (웹 서버)
- 글래스피시